# Мансуровский сельсовет (Башкортостан)
Мансуровский сельсовет — муниципальное образование в Учалинском районе Башкортостана.
Согласно Закону о границах, статусе и административных центрах муниципальных образований в Республике Башкортостан имеет статус сельского поселения.

## Состав сельсовета
- д. Мансурово,
- д. Ильинка,
- д. Абзаково,
- д. Абсалямово,
- д. Бурангулово,
- д. Маломуйнаково,
- д. Татлембетово.

## История
В 1998 году
Закон Республики Башкортостан «Об образовании Мансуровского сельсовета Учалинского района Республики Башкортостан» от 28 января 1998 года № 135-з гласил:
Статья 1. Образовать Мансуровский сельсовет Учалинского района Республики Башкортостан с административным центром в деревне Мансурово, включив в состав сельсовета деревню Ильинка, путём разделения Сафаровского сельсовета Учалинского района Республики Башкортостан.

Статья 2. Установить границу Мансуровского сельсовета Учалинского района Республики Башкортостан согласно представленной схематической карте.
Закон Республики Башкортостан от 19.11.2008 N 49-з «Об изменениях в административно-территориальном устройстве Республики Башкортостан в связи с объединением отдельных сельсоветов и передачей населённых пунктов» гласил:

 "Внести следующие изменения в административно-территориальное устройство Республики Башкортостан:

43) по Учалинскому району:
а) объединить Мансуровский и Абзаковский сельсоветы с сохранением наименования "Мансуровский" с административным центром в деревне Мансурово.
Включить деревни Абзаково, Абсалямово, Бурангулово, Маломуйнаково, Татлембетово Абзаковского сельсовета в состав Мансуровского сельсовета.
Утвердить границы Мансуровского сельсовета согласно представленной схематической карте.

Исключить из учетных данных Абзаковский сельсовет 

## Население
| 2002  | 2009  | 2010  | 2012  | 2013  | 2014  | 2015  |
| ----- | ----- | ----- | ----- | ----- | ----- | ----- |
| 1779  | ↗1921 | ↘1699 | ↘1670 | ↗1692 | ↘1635 | ↘1560 |
| 2016  | 2017  | 2018  |       |       |       |       |
| ↘1534 | ↘1497 | ↘1483 |       |       |       |       |